# Saladar de Agua Amarga
El saladar o salinas de Agua Amarga es un espacio natural protegido situado en la provincia de Alicante (España). Este saladar se encuentra en la costa mediterránea, entre los términos municipales de Elche y Alicante, y cuenta con una superficie total de 208 hectáreas. Desempeñó un papel importante en la producción de sal durante gran parte del siglo XX. El espacio natural protegido incluye la playa del Saladar.

## Historia
Estas salinas se establecieron en una antigua albufera, una laguna de poca profundidad que mantenía una comunicación con el mar a través de una gola. Este entorno propició condiciones ideales para la producción de sal marina, aprovechando la concentración salina del agua y los procesos de evaporación natural.
A principios del siglo XX, las salinas fueron explotadas de manera sistemática y organizada. Se construyeron canales de entrada de agua de mar, calentadores para retener y concentrar el agua salina, y balsas de cristalización donde se producía la precipitación de la sal. El proceso productivo incluía la extracción de la sal mediante rompimiento de la costra formada, su transporte a través de vagonetas y su posterior secado y molienda en molinos. La producción anual alcanzaba las 30 000 toneladas en promedio.
En 1967, la explotación salinera cesó y las instalaciones quedaron abandonadas. A lo largo de los años, la vegetación de saladar ha ido ocupando los espacios donde antes se encontraban las balsas y los edificios de la salinera. Sin embargo, a pesar del abandono, el lugar ha adquirido un valor ecológico significativo. La ausencia de actividad humana ha permitido que diversas especies de aves acuáticas (como el flamenco rosa, la garza real, el ánade real o el pato cuchara) encuentren refugio, alimento y áreas de cría en estas salinas, convirtiéndolo en un importante punto de encuentro durante los periodos migratorios.
El interés por conservar este valioso humedal llevó a su inclusión en el Catálogo de Zonas Húmedas de la Comunidad Valenciana. Además, se han propuesto proyectos de recuperación para mejorar la protección ambiental y resaltar los valores naturales de las salinas de Agua Amarga.